# Luthier

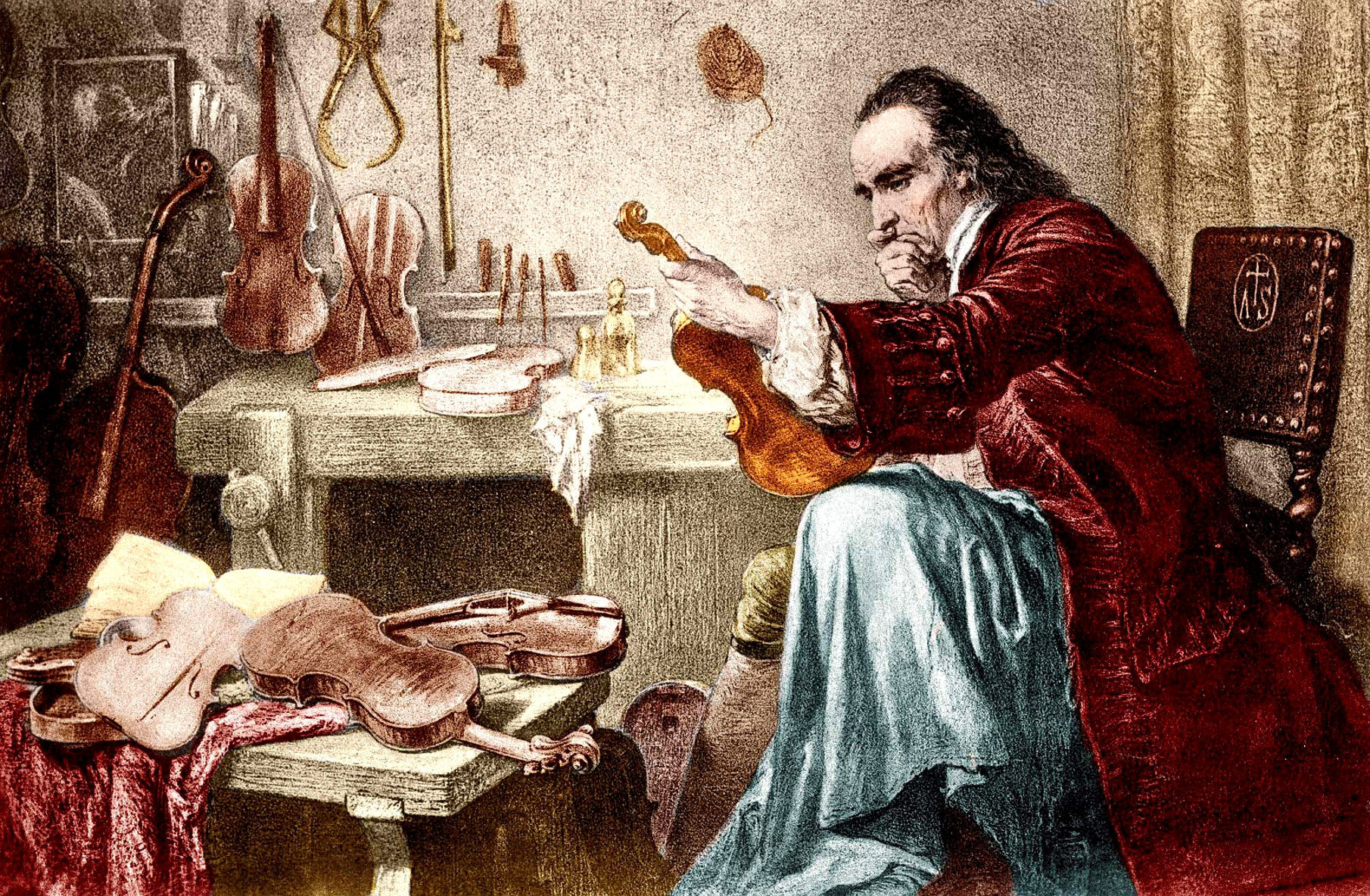
De gravure van Antonio Stradivari die een instrument bestudeert.

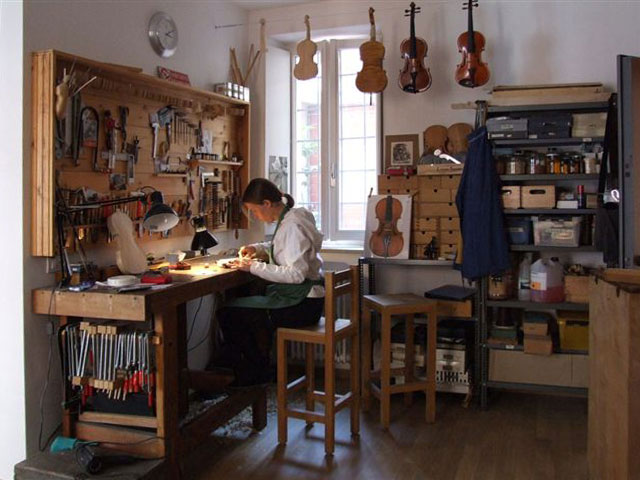
Atelier van een luthier in Cremona

Een luthier is iemand die snaarinstrumenten maakt en repareert. Het woord luthier is afkomstig van het Franse woord luth, hetgeen luit betekent. Het vak van luthier is ingedeeld in twee categorieën: strijkinstrumenten en tokkelinstrumenten. De luthiers die zich bezighouden met strijkinstrumenten omvatten ook nog een specialisatie genaamd "archetier", de vakman die zich bezighoudt met de strijkstokken.

## Bekende luthiers

### 16e-19e eeuw
- de familie Amati (ongeveer 1550 tot 1740)
- Antonio Stradivari (ongeveer 1644 tot 1737)
- Vincenzo Panormo (circa 1734-1813) en zonen

Uit de familie Guarneri:
- Andrea Guarneri (1626-1698)
- Pietro Giovanni Guarneri (1655-1720)
- Giuseppe Giovanni Battista Guarneri (1666-ca. 1739)
- Pietro Guarneri (1695-1765)
- Giuseppe Antonio Guarneri, beter bekend als Giuseppe del Gesù (1698-1744)

### 20e eeuw
- Antonio de Torres
- Roberto Regazzi

### Experimentele luthiers
- Ivor Darreg
- Yuri Landman
- Harry Partch